# Villalba (Sicília)
Villalba (sicilià Villarba ) és un municipi italià, dins de la província de Caltanissetta. L'any 2006 tenia 1.803 habitants. Limita amb els municipis de Cammarata (AG), Castellana Sicula (PA), Marianopoli, Mussomeli, Petralia Sottana (PA), Polizzi Generosa (PA) i Vallelunga Pratameno.

## Administració
| Període | Identitat    | Partit        |
| ------- | ------------ | ------------- |
| 2005-   | Eugenio Zoda | Llista cívica |